# Johann Christian Martin Bartels
Johann Christian Martin Bartels (Braunschweig, 12 de agosto de 1769 – Tartu, 20 de dezembro [Calend. juliano: 7 de dezembro] 1836) foi um matemático alemão. Foi tutor de Carl Friedrich Gauss em Braunschweig e educador de Nikolai Lobachevsky na Universidade de Kazan.

## Biografia
Bartels nasceu em Braunschweig, no Ducado de Braunschweig-Lüneburg (atualmente parte da Baixa Saxônia, Alemanha), filho do peltreiro Heinrich Elias Friedrich Bartels e sua mulher Johanna Christine Margarethe Köhler. Em sua infância mostrou grande interesse em matemática. Em 1783 foi empregado como assistente do professor Büttner na Katherinenschule em Braunschweig, onde conheceu Carl Friedrich Gauss, encorajando seu talento e o recomendando a Carlos Guilherme Fernando, Duque de Braunschweig-Wolfenbüttel, que concedeu a Gauss uma bolsa para o Collegium Carolinum (atual Universidade Tecnológica de Braunschweig). Gauss e Bartels tornaram-se amigos e se corresponderam entre 1799 e 1823.
Em 1791 Bartels estudou matemática sob a supervisão de Johann Friedrich Pfaff em Helmstedt e Abraham Gotthelf Kästner em Göttingen. No semestre de inverno de 1793/1794 estudou física experimental, astronomia, meteorologia e geologia sob a supervisão de Georg Christoph Lichtenberg.
Em 1800 trabalhou na Suíça como professor de matemática em Reichenau (Cantão Grisões). Em 1801 foi ativo na escola cantonal de Aarau. Casou com Anna Magdalena Saluz, natural de Chur, em 1802. A Universidade de Jena o promoveu para a Faculdade de Filosofia em 1803.
Em 1807 foi convidado para trabalhar na Universidade de Kazan pelo seu fundador Stepan Rumovsky (1734–1812), para onde foi em 1808, sendo apontado para a cátedra de matemática. Durante os doze anos em que lá permaneceu lecionou história da matemática, aritmética superior, cálculo diferencial e integral, geometria analítica e trigonometria, trigonometria esférica, mecânica analítica e astronomia. Durante este tempo lecionou para Nikolai Lobachevsky.
Em 1821 foi para a Universidade de Tartu, Estônia, onde fundou o centro de geometria diferencial. Permaneceu em Tartu até morrer.

## Família
Sua filha Johanna Henriette Francisca Bartels (1807–1867) casou com Friedrich Georg Wilhelm Struve em 1835, após a morte da primeira mulher de Struve. Teve com ele seis filhos, sendo o mais conhecido deles Karl von Struve (1835–1907), que serviu sucessivamente como embaixador da Rússia no Japão, Estados Unidos e Países Baixos.